# تدی دوکورث
تدی دوکورث (انگلیسی: Teddy Duckworth؛ ۱۸۸۲ – ) یک بازیکن فوتبال اهل بریتانیا بود.